# Gashouse Garden
Gashouse Garden var et finsk power metal-band, der blev dannet i 2003 af Kristian Ranta fra Norther og Jaska Raatikainen fra Children of Bodom. Jaska og Kristian havde tænkt et stykke tid på at stifte et projekt.
Jaska spurgte sin gamle ven Jaakko Teittinen fra Craydawn om han ville slutte sig til bandet, da de stod og manglede en anden guitarist til den slags sange, Kristian skrev. Kristians ven Lauri Porra (Sinergy, Kotipelto og Warmens bassist) blev hyret til en indøvning.
Vokalisten Mersta blev hyret efter Kristian havde hørt hende synge karaoke-sange af AC/DC på en bar.
Den første demo blev indspillet i Janne Wirmans studie i Helsinki.

## Medlemmer
- Mertsa – Vokal
- Kristian Ranta – Lead Guitar
- Jaska Raatikainen – Trommer
- Lauri Porra – Bas
- Jaakko Teittinen – Guitar

## Diskografi
- En unavngivet demo med tre numre blev lagt ud på deres hjemmeside.